# Марк Помпоний Матон (претор 217 года до н. э.)
Марк Помпо́ний Мато́н (лат. Marcus Pomponius Mathō; III век до н. э.) — римский политический деятель из плебейского рода Помпониев, претор в 217 году до н. э. Упоминается в сохранившихся источниках только в связи с претурой. Именно ему пришлось сообщить народу о разгроме римской армии у Тразименского озера; по словам Тита Ливия, Матон ограничился лаконичной формулировкой: «Мы проиграли большое сражение». Предположительно Марк приходился двоюродным братом консулам 231 и 233 годов до н. э.